# Eria sharmae
Eria sharmae là một loài thực vật có hoa trong họ Lan. Loài này được H.J.Chowdhery, G.S.Giri & G.D.Pal mô tả khoa học đầu tiên năm 1993.